# 김대중도서관
김대중도서관(金大中圖書館, Kim Dae-Jung Presidential Library and Museum)은 대한민국 15대 대통령 김대중의 뜻을 기리기 위하여 설립된 연세대학교 소속의 기념도서관이다.
2003년 아태평화재단(전 아시아태평양평화재단)을 연세대학교에 기증하여 이를 모두 인수, 김대중도서관을 운영하기로 한 것이 시작이다. 같은 해 11월 3일 최초의 전직 대통령 도서관으로 공식 개관하였다. 개관 이후 학술적 이미지때문에 일반인 방문객이 하루 10명 안팎에 불과하여 2006년 1층과 2층을 시민친화시설로 변경하여 전시관 운영 및 전시회 개최를 하였으며, 각종 강연회와 기념사진전, 학술회의 등을 개최하고 있다. 관람시간은 오전 10시부터 오후 6시까지이며, 월요일과 공휴일은 휴관한다.